# Kevin Herbst
Kevin Herbst (* 7. Mai 1994 in Hamburg) ist ein deutscher Handballspieler.

## Karriere
Kevin Herbst spielte seit 2011 beim HSV Hamburg, nachdem er bis dahin für die SG Hamburg-Nord auflief. Seit der Saison 2013/14 gehörte der 1,89 Meter große Rechtsaußen, der auch im rechten Rückraum eingesetzt werden kann, zur Bundesligamannschaft der Hamburger. Zudem spielte er mit der zweiten Mannschaft in der Oberliga Hamburg - Schleswig-Holstein.  Am 24. Mai 2014 gab er am letzten Spieltag sein Debüt in der Bundesliga. Gegen den TV Emsdetten erzielte er dabei zwei Tore. Im Sommer 2015 wechselte er zum Zweitligisten HC Erlangen. Mit Erlangen stieg er 2016 in die Bundesliga auf. Im Sommer 2017 kehrte er zum Handball Sport Verein Hamburg zurück. 2018 stieg er mit Hamburg in die 2. Bundesliga auf. Von 2019 bis 2022 spielte er beim Drittligisten Mecklenburger Stiere Schwerin. Danach wechselte er zurück zur SG Hamburg-Nord.
Herbst gehörte zum Kader der deutschen Jugendnationalmannschaft, für die er in 36 Länderspielen 62 Tore erzielte.  Mit der Nationalmannschaft gewann er bei der U-19-Weltmeisterschaft 2013 in Ungarn die Bronzemedaille.

## Saisonbilanzen
| Saison    | Verein         | Spielklasse | Spiele | Tore | 7-Meter | Feldtore |
| --------- | -------------- | ----------- | ------ | ---- | ------- | -------- |
| 2013/14   | HSV Hamburg    | Bundesliga  | 1      | 2    | 1       | 1        |
| 2014/15   | HSV Hamburg    | Bundesliga  | 15     | 18   | 0       | 18       |
| 2015/16   | HC Erlangen II | Bayernliga  | 8      | 38   | 7       | 31       |
| 2016/17   | HC Erlangen II | Bayernliga  | 11     | 42   | 0       | 42       |
| 2016/17   | HC Erlangen    | Bundesliga  | 28     | 13   | 0       | 13       |
| 2013–2017 | gesamt         | -           | 63     | 113  | 8       | 121      |

Stand: 24. April 2018

## Sonstiges
Seine Schwester Julia Herbst spielt ebenfalls Handball.